# Трикала
Трикала, је управно седиште префектуре Трикала, у оквиру периферије Тесалије у средишњем делу Грчке.

## Географија
Град Трикала налази се у западном делу Тесалијске равнице, на реци Литеос. Западно од града уздиже се масив Пинда. Надморска висина гхрада је 115 m.
Клима у Трикали је измењена варијанта средоземне климе, за коју су особене изузетно жарна лета и хладније зиме са не баш тако ретким снегом.
Овде постоји КК Трикала.

## Историја
Први подаци о подручју Трикале вежу се за насеље „Трика“ из време Хомера. По легенди, овде су рођена 3 аргонаута, а можда и бога медицине Асклепија. Ово се претпоставља по положају древне грађевине Асклепиона (лечилишног места), најстаријег у Грчкој, а чији су остаци нађени у средишњем делу данашње Трикале.
Касније градом владају античка Македонија и Рим, а у средњем веку град је био највише у оквиру Византије, кратко под Бугарском и Србијом, да би у 15. веку град пао под османску власт. Била је престоница полубрата цара Душана, Синише. Под Турцима Трикала остаје следећа 4 века. Град припада савременој Грчкој 1881. г.

## Становништво
| 2011.  |
| ------ |
| 81.355 |

Трикала има 51.862 становника и трећи је по величини град Тесалије. Становништво су углавном етнички Грци.

## Привреда
Трикала је привредни центар, пољопривредно оријентисаног региона у коме се налази. У околини постоји велики број малих предузећа који се баве производњом дувана, воћа, поврћа и памука, а, у вези са тим, у граду доминира прехрамбена индустрија.

## Галерија
- Средиште Трикале ноћу
- Градски часовник
- Црква св. Петке
- Остаци древне Трикале

## Партнерски градови
- Брашов
- Амберг
- Кастроп-Рауксел
- Таланс